# Sofia Loft
Sofia Marianne Loft, född 13 februari 1990 i Skövde, är en svensk sjukgymnast och tidigare styrkelyftare. Efter en karriär inom taekwondo valde hon att 2010 börja träna styrkelyft. Sommaren 2016 satte Loft världsrekord i viktklassen 52 kilo med 150 kilo i knäböj, 92,5 kilo i bänkpress och 175 kilo i marklyft. Loft blev världsmästare i klassisk styrkelyft 2014–2016.
Loft vann Mästarnas mästare 2022, som sändes i SVT.